# Kwok Hoï Chan
Pour les articles homonymes, voir Chan.
Kwok Hoï Chan né en 1939 à Hong Kong et mort en 1990 dans la même ville, est un architecte et designer chinois.

## Biographie
Kwok Hoï Chan étudie l'architecture  à l'université polytechnique de Hong Kong et participe à la conception intérieure d'un immeuble pour IBM  et d’un autre pour une banque ainsi que pour la compagnie Air India.
En 1966, il travaille à Londres pour la compagnie maritime Cunard Line participant à la conception intérieure du paquebot Queen Elizabeth II, il travaille également avec la société de mobilier hollandaise Spectrum  (Armchair 'ZS15'), avant de s’installer à Paris où ses créations sont fabriquées et distribuées par la maison française Steiner,.
Le designer chinois y crée des pièces telles que le canapé Chromatique (1970), la chaise Pussycat, le fauteuil Zen (1969) ou la chauffeuse limande .
En 1968 ses créations sont exposées au Musée des Arts décoratifs de Paris.